# Macropelecocera pulchella
Macropelecocera pulchella är en tvåvingeart som beskrevs av Kuznetzov 1990. Macropelecocera pulchella ingår i släktet Macropelecocera och familjen blomflugor.
Artens utbredningsområde är Kazakstan. Inga underarter finns listade i Catalogue of Life.